# Uptown (chanson)
Pour les articles homonymes, voir Uptown.
Singles de Prince
Sexy Dancer
(1980) Dirty Mind
(1980)
Uptown est une chanson de Prince, cinquième piste extrait de l'album Dirty Mind. Il s'agit du premier single de l'album Dirty Mind qui fut publié le 10 septembre 1980 au format vinyle 7" et 12".
Le titre fut interprété la première fois en live le 4 décembre 1980 à Buffalo (New York) lors de la première date de la tournée Dirty Mind Tour. Uptown fut créé autour d'une ligne de basse composée par André Cymone, bien qu'il ne fut pas crédité sur le single et sur l'album Dirty Mind.

## Liste des titres
| A. | Uptown    | 4:09 |
| B. | Crazy You | 2:15 |

| A1. | Uptown     | 5:30 |
| A2. | Head       | 4:17 |
| B1. | Uptown     | 5:30 |
| B2. | Dirty Mind | 4:40 |